# Acostatrichia brevipenis
Acostatrichia brevipenis är en nattsländeart som beskrevs av Oliver S. Flint Jr. 1974. Acostatrichia brevipenis ingår i släktet Acostatrichia och familjen smånattsländor. Inga underarter finns listade i Catalogue of Life.